# T38
För andra betydelser, se T38 (olika betydelser).

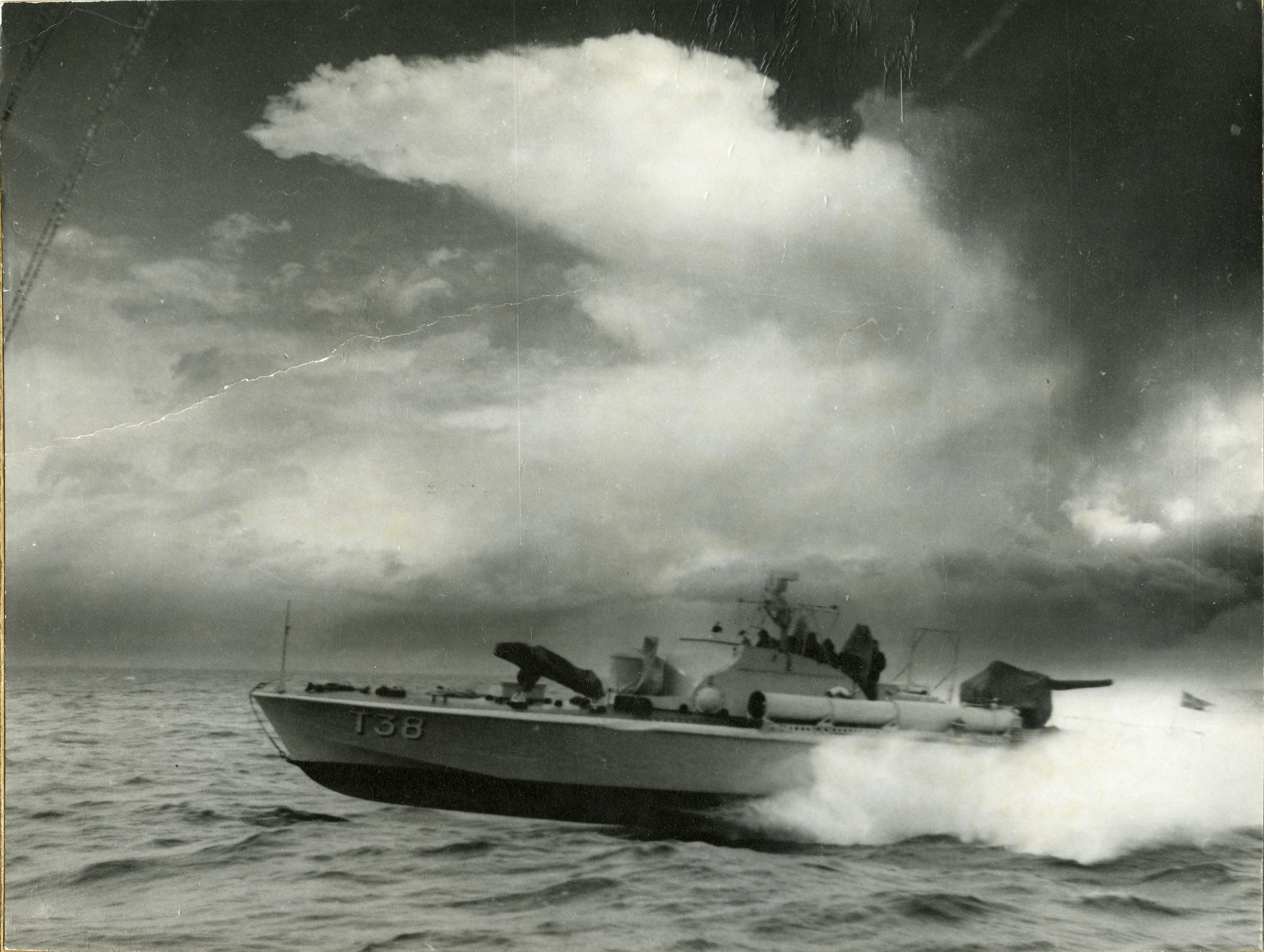
Motortorpedbåten T38 till sjöss 1954.

Motortorpedbåten T38 byggdes 1951 på Kockums och tjänstgjorde i Kustflottan fram till 1956. Mellan 1978 och 1995 låg T38 vid Teknikens och sjöfartens hus i Malmö. T38 ägs nu av Marinmuseum i Karlskrona och körs och vårdas av medlemmar från Motortorpedbåten T38 Vänner.

## Historia
De första svenska motortorpedbåtarna levererades från Italien strax efter första världskriget. De fick benämningen Mtb 1 och Mtb 2. Ytterligare två motortorpedbåtar Mtb 3 och Mtb 4 tillfördes marinen 1925. Dessa fartyg var byggda i England av den engelska firman Thornycraft. De italienska båtarna försvann tidigt, medan Mtb 3 och Mtb 4 var rustade sista gången 1933. Motortorpedbåtarnas svagheter var i första hand den begränsade aktionsradien och den dåliga sjödugligheten. De var också dyrbara i underhåll och bensinmotorerna var inte så driftsäkra. Motortorpedbåten kom därför i vanrykte och nyproduktionen upphörde.
Utvecklingen, speciellt motortekniken, gick framåt och mot slutet av 30-talet började stormaktsmarinerna åter intressera sig för motortorpedbåtar. Båtarna växte i storlek. De hade något lägre fart men bättre sjövärdighet. 1938 beviljade Sveriges riksdag inköp av fyra motortorpedbåtar från England. Endast två av dessa T3 och T4 kunde efter andra världskrigets utbrott föras hem till Sverige. Från Italien inköptes 1940 fyra något mindre motortorpedbåtar. Efter andra världskrigets utbrott blev det angeläget att snabbt och effektivt förstärka det svenska torpedbåtsvapnet. Eftersom det var uteslutet att inköpa fler båtar från utlandet, återstod endast att starta tillverkning inom landet. Denna uppgift anförtroddes Kockums Mekaniska Verkstads AB i Malmö i samverkan med marinförvaltningen.
Sammanlagt beställdes 15 stycken båtar. T15 - T18 och de något större T21 - T31. Det följande av marinförvaltningen bedrivna utvecklingsarbetet ledde efter kriget till konstruktion av en ny typ av motortorpedbåtar. Den nya serien motortorpedbåtar skilde sig i flera avseenden från sina föregångare. Skeppet förlängdes, antalet bottensteg minskades och motorantalet ökades från två till tre. På hösten 1950 påbörjades provturerna med den första båten i serien T32. Vid fartprov visade de sig att båten krängde på ett oönskat sätt och lösningen blev att förplanet förlängdes. T38 sjösattes vid Kockums Mekaniska Verkstad våren 1951. Sommaren 1952 ingick T38 i kustflottans 4. Motortorpedbåtsdivision med basering på Gålö. Sista gången T38 tjänstgjorde i kustflottan var 1956. T38 anlände till Karlskrona vid midsommar samma år för avrustning, befälstecknet halades och besättningen övergick till T42.
Motortorpedbåtarnas uppgifter var såväl offensiva som defensiva. Till de förstnämnda hörde kustnära torpedanfall mot örlogsfartyg, anfall mot fientlig handelssjöfart, inträngande i fiendens hamnar eller basområden samt olika sorters raidföretag. Till de defensiva uppgifterna hörde utläggning av mineringar, patrulleringar och bevakning, eskortering samt spaning. Anfallen utfördes i regel nattetid och väsentligt var då att tyst och obemärkt komma till skott. Skjutavstånden var korta och uppgick normalt till 2000 - 3000 meter. T38 låg upplagd i Karlskrona i 22 år för att 1978 överföras som utställningsobjekt vid Malmö museum. 1995 övertogs och restaurerades T38 till originalskick av Marinmuseum i Karlskrona.

## Motortorpedbåten T38
- Längd överallt: 23 meter
- Bredd största: 5,5 meter
- Deplacement: 40 ton
- Bestyckning: 2 st 53 cm torpedtuber, 1 st 40 mm automatkanon, 2 st kulsprutor samt sjunkbomber.
- Motorer: 3 st Isotta Fraschini IF184C, om vardera 1 500 hk
- Fart: 50 knop
- Besättning: 16 man
- Hemmahamn: Marinmuseum i Karlskrona